# Ahmose I
Ahmose I, hay Ahmosis I hoặc Amasis I, là một pharaon của Ai Cập cổ đại và là người sáng lập ra Vương triều thứ 18. Ông là thành viên của hoàng gia Thebes, con trai của pharaon Tao II và em trai của vị vua cuối cùng của vương triều thứ mười bảy, vua Kamose. Trong suốt vương triều của cha hoặc ông nội ông, Thebes đã khởi nghĩa chống lại người Hyksos, vốn đang cai trị Hạ Ai Cập. Khi ông lên bảy tuổi thì người cha của ông tử trận và khoảng mười tuổi khi anh trai của ông qua đời không rõ nguyên nhân, sau khi trị vì chỉ có ba năm. Ahmose I đã lên ngôi sau khi anh trai của ông qua đời và lấy vương hiệu là Neb-Pehty-Re (Chúa tể sức mạnh là Re).
Dưới vương triều của mình, Ahmose I đã đánh thắng những người Hyksos và đuổi họ ra khỏi Ai Cập. Ông đã mở mang bờ cõi đế quốc của ông tới tận Nubia ở phía Nam và Canaan (Israel) ở phía Đông. Sau đó, ông tiến hành tổ chức lại hệ thống chính quyền của đất nước, cho mở lại các khu mỏ và các tuyến đường thương mại, cùng với đó bắt đầu nhiều dự án xây dựng lớn mà đã không được thực hiện từ thời Trung Vương quốc. Ông đã cho xây dựng nhiều đền thờ các vị thần Ai Cập ở thành Thebes và nhiều nơi khác, và còn cho xây một kim tự tháp ở Abydos, được biết như kim tự tháp cuối cùng của người Ai Cập. Ahmose I là người đặt nền móng cho Ai Cập bước vào thời kỳ Tân vương quốc, thời đại mà sức mạnh Ai Cập đạt đến đỉnh cao. Các nhà khảo cổ và sử học thường đặt niên đại trị vì của Ahmose vào giữa thế kỷ 16 trước Tây lịch.

## Gia đình
Ahmose có nguồn gốc từ vương triều thứ mười bảy Thebes. Ông bà của ông, Senakhtenre Ahmose (Tao I) và Tetisheri, đã có ít nhất mười hai người con, bao gồm cả Tao II và Ahhotep. Con cái của họ là Kamose, Ahmose I và nhiều người con gái khác Ahmose I tiếp theo truyền thống của cha mình, kết hôn với một số chị em của mình, phong cho Ahmose-Nefertari làm hoàng hậu. Họ đã có nhiều người con bao gồm các con gái Meritamun B, Sitamun A và các con trai Siamun A, Ahmose-ankh,Amenhotep I và Ramose A  ("A" và "B" chỉ định sau tên là một quy ước được sử dụng bởi các nhà Ai Cập học để phân biệt giữa những người con hoàng gia và những người vợ mà nếu có cùng tên). Họ cũng có thể là cha mẹ của Mutnofret, người sau này trở thành vợ của vị vua Thutmose I. Ahmose-ankh là hoàng thái tử của Ahmose, nhưng ông ta đã qua đời trước cha mình giữa năm năm cai trị thứ 17 và 22 của Ahmose  Ahmose được kế vị bởi người con trai lớn tuổi nhất còn sống, Amenhotep I, người mà ông có thể đã chia sẻ một giai đoạn đồng nhiếp chính ngắn.
Không có đột phá khác biệt trong dòng dõi của gia đình hoàng gia giữa các vương triều 17 và 18. Nhà sử học Manetho, sau này trong vương triều Ptolemaios, coi việc đánh đuổi hoàn toàn người Hyksos sau gần một thế kỷ và phục hồi sự cai trị của người Ai Cập bản xứ trên cả nước là một sự kiện nổi bật, đủ để đảm bảo sự bắt đầu của một vương triều mới.

## Niên đại và thời gian trị vì
vương triều của Ahmose có thể được xác định tương đối chính xác ngày bằng loại lịch quan sát thời điểm gần mặt trời của chùm sao Thiên Lang trong vương triều của người kế vị ông, nhưng do tranh chấp về từ nơi tiến hành quan sát, vương triều của ông đã được cho là từ năm 1570-1546, 1560-1537 và 1551-1527 khác nhau do nguồn. Manetho cho rằng Ahmose trị vì 25 năm và 4 tháng. con số này được hỗ trợ bởi một dòng chữ "năm 22 'từ vương triều của ông tại các mỏ đá ở Tura Một cuộc kiểm tra y tế xác ướp của ông chỉ ra rằng ông qua đời khi ông khoảng 35 tuổi, hỗ trợ cho một Vương triều 25 năm nếu ông lên ngôi hoàng đế ở tuổi 10  Đo carbon phóng xạ cho thấy phạm vi ngày bắt đầu vương triều của ông là vào năm 1570-1544TCN, điểm trung bình trong số đó là năm 1557 trước Công nguyên.

## Các cuộc chinh phạt
Cuộc chiến giữa các vị vua Thebes và vua Hyksos Apepi Awoserre đã bắt đầu dưới vương triều của Tao II Seqenenre và sẽ kết thúc, sau gần 30 năm xung đột và chiến tranh liên tục, dưới vương triều của Ahmose I. Tao II có thể đã tử trận trong một cuộc chiến chống lại người Hyksos, do xác ướp của ông có những vết thương nghiêm trọng, và vua Kamose kế vị ông (có thể là anh trai của Ahmose) được biết là đã tấn công và đột kích các vùng đất xung quanh kinh đô của người Hyksos, Avaris (hiện nay là Tell el-Dab'a). Kamose rõ ràng đã có một vương triều ngắn, vì niên đại được chứng thực lâu nhất về vương triều của ông ta là năm thứ 3, và ông ta đã được kế vị bởi Ahmose I. Apepi có thể đã qua đời gần cùng khoảng thời gian đó. Có bất đồng vì có hai cái tên Apepi được tìm thấy trong các ghi chép lịch sử có vương triều khác nhau hoặc nhiều tên cho cùng một vị vua. Thực sự, nếu họ là các vị vua khác nhau, Apepi Awoserre được cho là đã qua đời vào khoảng thời gian tương tự như Kamose và đã được kế vị bởi Apepi II Aqenienre.
Ahmose lên ngôi khi ông vẫn còn là một đứa trẻ, vì vậy mẹ của ông, Ahhotep, trị vì như là nhiếp chính cho đến khi ông đủ tuổi. Bà đã củng cố hiệu quả nền tảng quyền lực Thebes trong những năm trước khi Ahmose có thể tự mình quyền cai trị. Nếu trong thực tế, Apepi II là người kế vị cho Apepi I, thì ông ta được cho là đã bị kiềm chế ở khu vực đồng bằng châu thổ trong thời gian nhiếp chính của Ahhotep, bởi vì tên của ông ta không xuất hiện trên bất kỳ tượng đài, công trình nào phía nam của Bubastis.

### Chinh phục người Hyksos

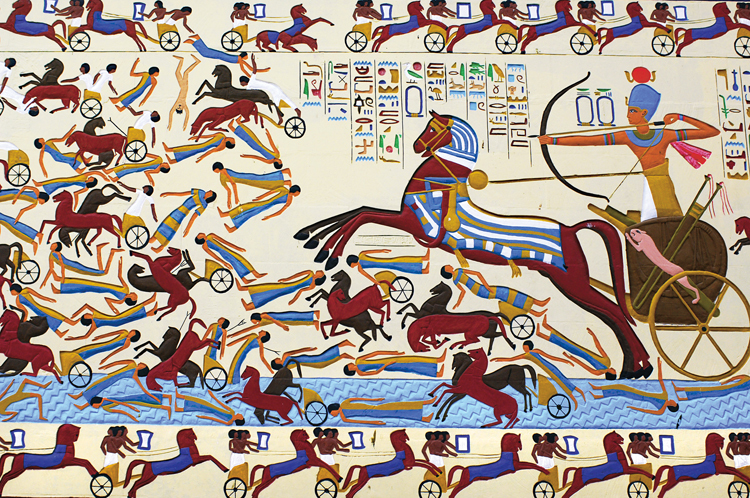
Ahmose I đang tiến công người Hyksos.

Ahmose đã bắt đầu cuộc chinh phục vùng Hạ Ai Cập do người Hyksos nắm giữ bắt đầu từ khoảng năm thứ 11 của vương triều của Khamudi, nhưng chuỗi các sự kiện vẫn chưa được thống nhất.
Phân tích các sự kiện của cuộc chinh phạt trước khi bao vây kinh đô Avaris của người Hyksos là vô cùng khó khăn. Hầu như tất cả mọi thứ được biết đến là từ một bài bình luận quân sự ngắn gọn nhưng vô giá ở mặt sau của cuộn giấy Papyrus Toán học Rhind, bao gồm các mục nhật ký ngắn gọn, một trong đó được đọc:
Năm cai trị thứ 11, tháng thứ hai của Shomu, Heliopolis đã bị chiếm. Tháng đầu tiên của akhet, ngày 23, hoàng tử miền nam này đã phá vỡ Tjaru.

Trong quá khứ, niên đại cai trị này được giả định để chỉ Ahmose, thì ngày nay nó được tin là dùng để nhắc đến kẻ thù người Hyksos của Ahmose, Khamundi, kể từ khi cuộn giấy cói Rhind đề cập đến Ahmose bằng tước hiệu nhỏ đó là "Hoàng tử miền Nam" chứ không phải là vua hay pharaon, hơn là một người ủng hộ phe Theban của Ahmose mà chắc chắn sẽ gọi ông như vậy
Cuộn giấy cói Rhind đã làm rõ một số chiến lược quân sự của Ahmose khi tấn công khu vực châu thổ. Tiến vào Heliopolis trong tháng bảy, ông đã di chuyển xuống vùng đồng bằng phía đông để chiếm Tjaru, pháo đài biên giới quan trọng trên đường Horus, con đường từ Ai Cập đến Canaan, trong tháng mười, và hoàn toàn tránh Avaris. Nhờ việc chiếm Tjaru  ông đã cắt đứt tất cả sự giao thương giữa Canaan và Avaris. Điều này cho thấy ông đã lập kế hoạch cho một cuộc vây hãm Avaris, cô lập kinh đô của người Hyksos khỏi sự giúp đỡ, hoặc vật tư đến từ Canaan.
Ghi chép về phần sau của chiến dịch đã được phát hiện trên các bức tường của ngôi mộ một người lính đã tham gia cuộc chiến, Ahmose, con trai của Ebana. Những ghi chép này cho thấy rằng Ahmose I đã chỉ huy ba cuộc tấn công nhằm vào Avaris, kinh đô của người Hyksos, nhưng cũng đã phải dập tắt một cuộc nổi loạn nhỏ ở phía nam Ai Cập. Sau này, trong cuộc tấn công thứ tư, ông đã chinh phục thành phố. Ông đã hoàn hất chiến thắng của mình trước người Hyksos bằng việc chinh phục thành trì vững chắc của họ,Sharuhen,gần Gaza sau một cuộc vây hãm kéo dài ba năm. Theo quan điểm gân đây, Ahmose đã hoàn tất cuộc chinh phục Avaris vào năm thứ 18 hoặc 19 dưới vương triều của ông. Điều này dựa trên "một bức tranh tường tại các mỏ đá tại Tura theo đó 'bò từ Canaan' đã được sử dụng tại lễ khai mỏ vào năm trị vì thứ 22 của Ahmose."  Bởi vì gia súc có lẽ sẽ được nhập về sau khi cuộc vây hãm Sharuhen của Ahmose kết thúc, điều này có nghĩa rằng vương triều của Khamudi đã phải đã chấm dứt vào năm 18 hoặc 19 trong số 25 năm trị vì của Ahmose.

### Những chiến dịch nước ngoài
Sau khi đánh bại người Hyksos, Ahmose bắt đầu chiến dịch ở Syria và Nubia. Ông đã tiến hành một chiến dịch vào năm cai trị thứ 22 của mình và đã tiến tới Djahy ở Levant và có lẽ đã tới tận sông Euphrates, mặc dù sau này pharaon Thutmose I thường được ghi lại là người đầu tiên tiến hành chiến dịch xa đến như vậy. Tuy nhiên, ít nhất Ahmose đã tiến xa tới tận Kedem (được cho là gần Byblos), theo một ostracon trong ngôi mộ của vợ ông, Ahmose-Nefertari. Chi tiết về chiến dịch đặc biệt này rất hiếm, bởi vì nguồn thông tin chính, Ahmose, con trai của Ebana, thì lại phục vụ trong hải quân Ai Cập và đã không tham gia chuyến viễn chinh vùng đất này. Tuy nhiên, điều này có thể được suy ra từ những nghiên cứu khảo cổ học ở miền nam Canaan rằng trong thời gian cuối thế kỷ 16 TCN rằng mục đích của Ahmose và những vị vua kế vị đó là phá vỡ quyền lực của vương triều Hyksos bằng cách hủy diệt các thành phố của họ và không chinh phục Canaan. Nhiều địa điểm bị phá hủy hoàn toàn và không được xây dựng lại trong thời kì này- không giống với việc một pharaon tiến hành chinh phục và đòi cống nạp sẽ làm như vậy.
Chiến dịch của Ahmose I ở Nubia được ghi chép lại tốt hơn. Chẳng bao lâu sau khi chiến dịch Nubia đầu tiên, một người Nubian tên là Aata đã nổi dậy chống lại Ahmose, nhưng cuộc nổi dậy đã bị dập tắt. Sau nỗ lực này, một người chống lại triều đình Thebes Ai Cập tên là Teitan đã tập hợp được nhiều quân nổi dậy ở Nubia, nhưng ông ta cũng đã bị đánh bại. Ahmose đã khôi phục lại sự cai trị của Ai Cập đối với Nubia, và chịu sự cai quản từ một trung tâm hành chính mới được thành lập tại Buhen. Khi bắt đầu tái lập lại bộ máy chính quyền của vương quốc, Ahmose dường như đã ban thưởng cho nhiều lãnh chúa địa phương, vốn ủng hộ ông và các vị tiên vương.

## Nghệ thuật và công trình kỉ niệm
Với sự tái thống nhất của Thượng và Hạ Ai Cập dưới thời Ahmose, sự hồi sinh của nghệ thuật và việc xây dựng các tượng đài với sự ủng hộ từ hoàng gia đã diễn ra. Ahmose đã dành một phần mười sản lượng sản xuất ra cho việc thờ cúng các vị thần truyền thống, phục hồi các công trình tượng đài khổng lồ cũng như nghệ thuật. Tuy nhiên, do việc đánh đuổi hoàn toàn người Hyksos xảy ra tương đối muộn dưới vương triều của Ahmose, thế nên chương trình xây dựng của ông có khả năng kéo dài không quá bảy năm, và phần lớn những gì ông đã bắt đầu có lẽ đã được hoàn thành bởi người con trai và cũng là người kế vị Amenhotep I.

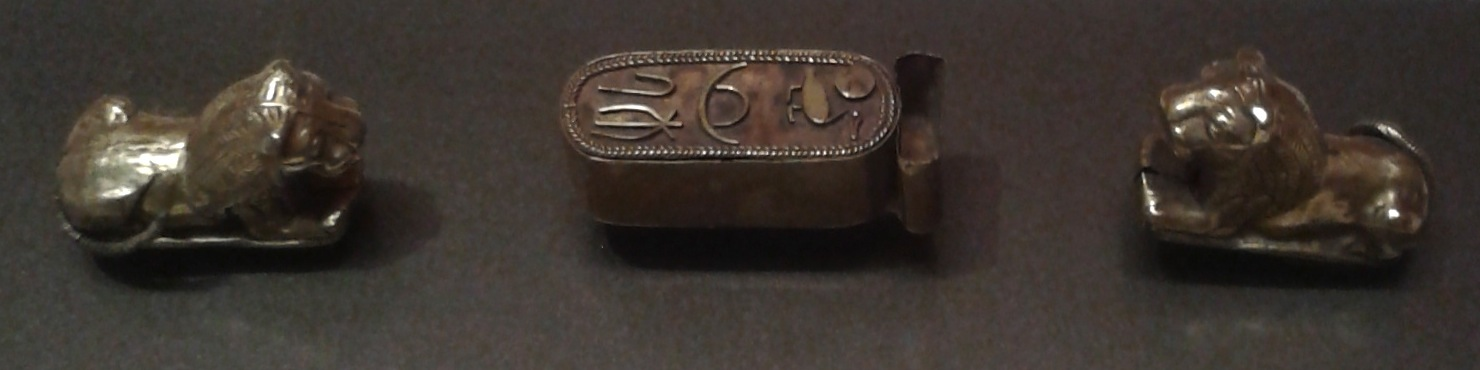
Những mảnh vỡ chiếc băng tay của Ahmose I, Musée du Louvre.

Những tác phẩm từ vương triều của Ahmose được làm bằng các chất liệu tốt hơn nhiều so với những thứ tương tự từ thời kỳ hỗn loạn thứ hai, mặc dù vậy mức độ khéo léo của chúng vẫn chưa sánh được với những tác phẩm tốt nhất từ thời Cổ hay Trung vương quốc. Với việc vùng châu thổ sông Nile và Nubia một lần nữa nằm dưới sự kiểm soát Ai Cập, đã cho phép tiếp cận với những nguồn tài nguyên vốn không có sẵn ở Thượng Ai Cập. Vàng và bạc đến từ Nubia, Lapis Lazuli từ các khu vực xa xôi của trung Á, gỗ tuyết tùng từ Byblos, và ở Sinai, các mỏ ngọc lam tại Serabit el-Khadim đã được mở trở lại. Mặc dù bản chất chính xác mối quan hệ giữa Ai Cập và Crete là không chắc chắn, ít nhất là một số kiểu cách Minoan đã được tìm thấy trên các đồ vật ở giai đoạn này, và Ai Cập đã coi Aegean là một phần đế chế của nó. Ahmose cũng đã cho mở trở lại các mỏ đá vôi Tura để cung cấp đá cho các công trình và sử dụng gia súc châu Á từ Phoenicia để chuyên chở đá, theo như dòng chữ khắc ở mỏ ghi lại.
Nghệ thuật dưới vương triều Ahmose I tương tự như phong cách Thebes thời Trung Vương quốc, và bia đá của thời kỳ này một lần nữa có cùng chất lượng như vậy. Điều này phản ánh một xu hướng bảo thủ đối với việc khôi phục lại phong cách từ trước thời đại Hyksos. Mặc dù vậy, chỉ có ba tác phẩm nghệ thuật mang hình ảnh của Ahmose I chắc chắn còn tồn tại: một shabti duy nhất lưu giữ tại Bảo tàng Anh, có lẽ từ ngôi mộ của ông (mà chưa bao giờ được xác định), và hai bức tượng có kích cỡ người thật; một trong số đó nằm trong Bảo tàng Metropolitan ở New York, một ở Bảo tàng Khartoum. Tất cả đều biểu thị đôi mắt hơi phồng lên, một nét đặc trưng vốn cũng xuất hiện trên tấm bia đá được lựa chọn miêu tả pharaon. Cùng dựa phong cách đó, một tượng nhân sư nhỏ bằng đá vôi nằm tại Bảo tàng Quốc gia Scotland, Edinburgh, cũng đã được tạm xác định là miêu tả Ahmose I.
Nghệ thuật chế tác thủy tinh được cho là đã phát triển dưới vương triều của Ahmose. Các mẫu vật thủy tinh lâu đời nhất dường như là những mảnh đồ sứ bị lỗi, nhưng nó chỉ bắt đầu phát triển thành một nghề thủ công là vào giai đoạn đầu vương triều thứ 18. Một trong những chuỗi hạt thủy tinh đầu tiên được tìm thấy có chứa tên của cả Ahmose và Amenhotep I, được viết theo phong cách có niên đại vào khoảng thời gian trị vì của họ. Nếu như việc chế tác thủy tinh đã không phát triển trước vương triều của Ahmose và những tạo vật đầu tiên có niên đại không muộn hơn vương triều vị vua kế tiếp ông, rất có thể một trong hai vị vua đã phát triển nghề thủ công này.
Ahmose đã tiếp tục các dự án xây dựng lớn, giống như giai đoạn trước thời kỳ chuyển tiếp thứ hai. Ở phía nam của đất nước, ông bắt đầu xây dựng các ngôi đền chủ yếu được xây dựng bằng gạch, một trong số chúng là ở thị trấn Buhen của Nubia. Trong khi ở Thượng Ai Cập, ông đã cho xây dựng thêm vào ngôi đền Amun trước đó ở Karnak và đền thờ của Montu tại Armant. Theo một dòng chữ ở Tura, ông đã sử dụng đá vôi trắng để xây dựng một ngôi đền cho thần Ptah và hậu cung miền nam của Amun, nhưng đã không kịp hoàn thành cả hai dự án này. Ông còn cho xây dựng một đài tưởng niệm dành cho người bà của mình, nữ hoàng Tetisheri, tại Abydos.
Các cuộc khai quật tại di chỉ Avaris được tiến hành bởi Manfred Bietak đã chỉ ra rằng Ahmose đã cho xây dựng một cung điện trên địa điểm vốn là pháo đài kinh đô cũ của người Hyksos. Bietak tìm thấy những mảnh vỡ rời rạc theo phong cách Minoan còn sót lại của bức bích họa mà đã từng bao phủ các bức tường của cung điện; điều đó đã dẫn đến việc có nhiều suy đoán về vai trò của nền văn minh Aegean này về mặt thương mại và nghệ thuật.
Dưới vương triều của Ahmose, thành phố Thebes trở thành kinh đô của cả Ai Cập, giống như thời Trung Vương Quốc trước đó. Nó cũng trở thành trung tâm cho việc thiết lập mới bộ máy công vụ chuyên nghiệp, mà đòi hỏi một số lượng lớn ký lục và học giả bởi vì kho lưu trữ hoàng gia đã bắt đầu tràn ngập các ghi chép và báo cáo. Việc Thebes là kinh đô có lẽ cũng là một sự lựa chọn chiến lược vì nó nằm ở trung tâm của đất nước, một điều hợp lý từ việc phải chiến đấu chống lại Hyksos ở phía bắc cũng như người Nubia ở phía nam. Và với bất kỳ mối đe dọa tương lai nào ở cả hai đầu biên giới cũng có thể đối phó được một cách dễ dàng.
Có lẽ sự thay đổi quan trọng nhất là về vấn đề tôn giáo: Thebes đã trở thành trung tâm tôn giáo và chính trị quan trọng của đất nước, nhờ những chiến thắng của Ahmose trước người Hyksos đã giúp tạo tiếng vang lớn cho vị thần Amun ở địa phương. Tầm quan trọng của khu phức hợp đền Karnak (nằm trên bờ phía đông của sông Nile phía bắc của Thebes) ngày càng tăng và làm suy yếu tầm quan trọng của việc thờ cúng thần Ra tại Heliopolis.
Một số tấm bia đá cung cấp chi tiết những việc làm của Ahmose đã được tìm thấy ở Karnak, hai trong số đó miêu tả ông là một người bảo trợ cho đền thờ. Và từ một trong những tấm bia đá này, được gọi là "tấm bia đá bão tố", ông tuyên bố là đã xây dựng lại các kim tự tháp của những vị vua tiền triều tại Thebes vốn bị phá hủy bởi một cơn bão lớn.

### Kim tự tháp
Tàn tích còn lại của kim tự tháp Ahmose tại Abydos được phát hiện vào năm 1899 và được xác định là của ông vào năm 1902. Phần lớn lớp vỏ đá vôi bên ngoài của nó đã bị lấy đi để sử dụng trong các công trình xây dựng khác, và những gì được xây bằng gạch phía trên đã sụp đổ. Tuy nhiên, hai hàng đá vỏ ngoài còn nguyên vẹn đã được Arthur Mace tìm thấy, ông ta đã ước tính độ dốc của nó là khoảng 60 độ, dựa trên bằng chứng từ lớp vỏ đá vôi (so sánh với một góc nhỏ hơn 51 độ của Kim tự tháp Giza). Liền kề với ngôi đền chính của kim tự tháp về phía đông của nó, Harvey đã xác định hai ngôi đền được hoàng hậu của Ahmose, Ahmose-Nefertari, cho xây dựng. Một trong số các công trình này còn có những viên gạch có tên của trưởng quan quốc khố Neferperet, vị quan chịu trách nhiệm cho việc mở lại các mỏ đá tại el-Ma'asara (Tura) vào năm 22 của Ahmose.
Có một số tranh luận về việc liệu rằng kim tự tháp này có phải là nơi chôn cất của Ahmose, hoặc có lẽ nó là một đài kỷ niệm. Mặc dù vậy các nhà thám hiểm trước đó như Mace và Currelly đã không thể xác định vị trí bất cứ căn phòng nào bên trong, và có vẻ như phòng mai táng của nó không được đặt ở giữa phần lõi đã đổ nát còn lại của kim tự tháp. Trong trường hợp này lại không có bất kỳ sự đề cập nào đến việc ngôi mộ của vua Ahmose đã bị cướp bóc trên cuộn giấy cói Abbott, và trong trường hợp không có bất kỳ ứng cử viên nào là ngôi mộ của nhà vua ở Thebes, có thể nhà vua đã được chôn cất tại Abydos, như đề xuất của Harvey.

## Xác ướp

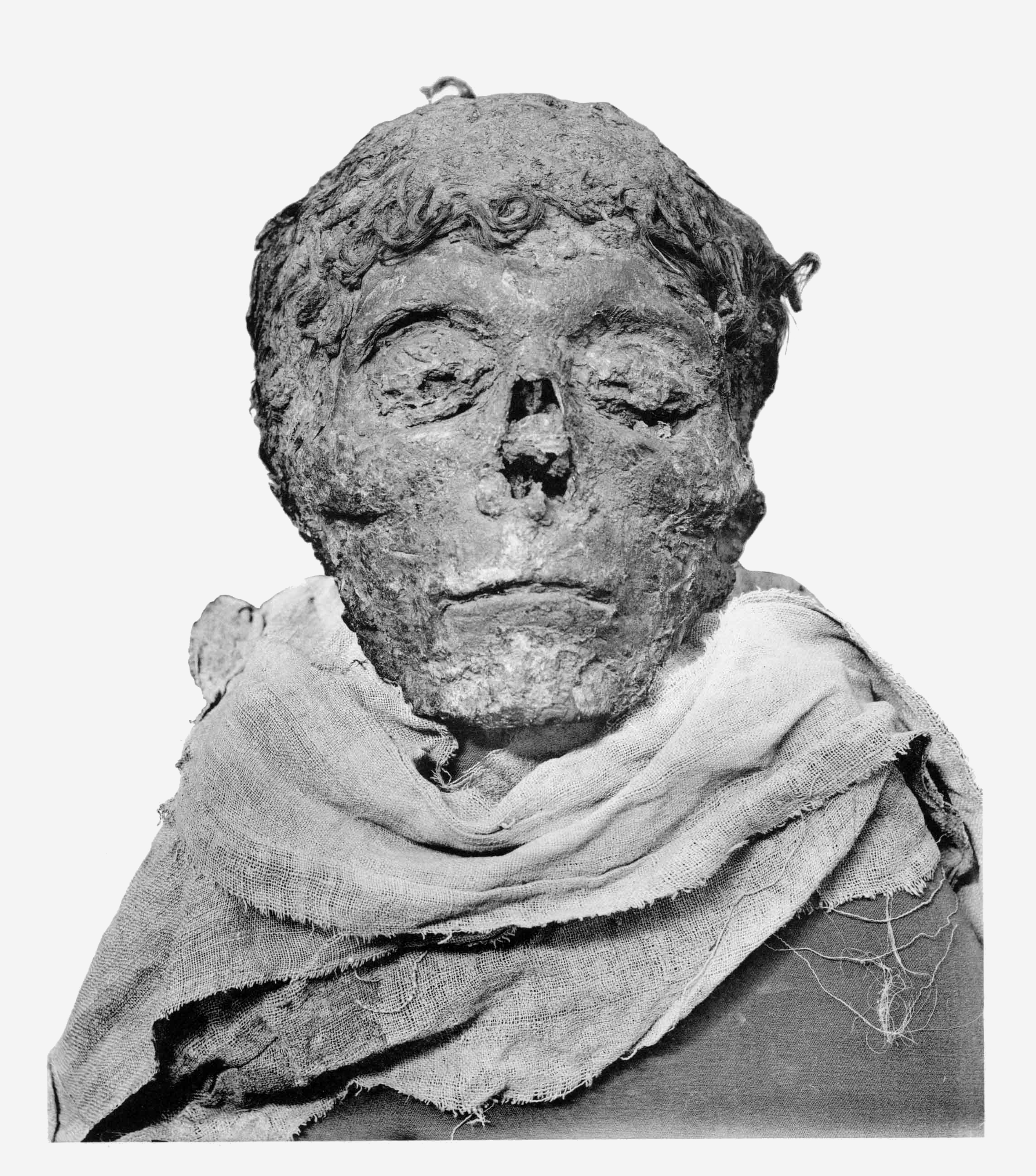
Phần đầu xác ướp của Ahmose I

Xác ướp của Ahmose I đã được phát hiện vào năm 1881 tại một địa điểm chôn giấu bí mật ở Deir el-Bahari, nằm ngay trên ngọn đồi phía trên ngôi đền an táng của Hatshepsut. Ông được chôn cất cùng với những xác ướp của các vị vua vương triều thứ 18 và 19 khác như Amenhotep I, Thutmose I, Thutmose II, Thutmose III, Ramesses I, Seti I, Ramesses II và Ramesses IX, cũng như các vị vua Vương triều 21 như Pinedjem I, Pinedjem II và Siamun.
Xác ướp của Ahmose I đã được Gaston Maspero tháo băng vào ngày 09 Tháng Sáu, năm 1886. Nó đã được tìm thấy trong một chiếc quách mang tên của ông được viết bằng chữ tượng hình, và trên lớp vải băng, tên của ông một lần nữa viết theo phong cách của giới tư tế. Trong khi đó, kiểu cách của chiếc quách bằng gỗ tuyết tùng này lại có niên đại là vào vương triều thứ 18, nó cũng không phải là kiểu cách của hoàng gia và cũng không thật khéo léo, và bất cứ chi tiết mạ vàng hoặc khảm nào có thể đã bị tước đoạt vào thời cổ đại. Ông rõ ràng đã được di chuyển khỏi nơi chôn cất ban đầu của mình, và lại được tái cuốn băng lại và chôn giấu trong địa điểm bí mật tại Deir el-Bahri dưới thời trị vì của vị vua-tư tế Pinedjem II thuộc vương triều thứ 21, tên của ông ta cũng xuất hiện trên các băng vải cuốn xác ướp. Các dấu hiệu trên cơ thể cho thấy xác ướp của ông đã bị những kẻ cướp mộ cướp phá từ thời cổ đại, đầu của ông đã bị đứt lìa ra khỏi thân và mũi của ông đã bị đập vỡ.

## Kế vị
Ahmose I đã được người con trai của ông, Amenhotep I, kế vị. Một số ít các học giả đã lập luận rằng Ahmose có một đoạn ngắn đồng trị vì với Amenhotep, có khả năng kéo dài đến sáu năm. Nếu điều này diễn ra, Amenhotep không thể được lập làm vua trước năm cai trị thứ 18 của Ahmose, thời điểm sớm nhất khi mà Ahmose-ankh, hoàng thái tử khi đó, có thể đã qua đời.
Bằng chứng đầu tiên là đó là ba đồ vật nhỏ mà chứa cả praenomen của họ bên cạnh nhau: chuỗi hạt thủy tinh nhỏ đã nhắc đến ở trên, một lá bùa fenspat nhỏ và một tấm bia vỡ, tất cả đều được viết theo cách thức của giai đoạn đầu vương triều thứ 18. Tấm bia cuối cùng nói rằng Amenhotep được "ban cho cuộc sống vĩnh cửu", đó là một thành ngữ Ai Cập có nghĩa là một vị vua hiện đang sống, nhưng tên của Ahmose lại không có danh hiệu thường được dùng đó là "Maat Kheru" dùng để chỉ vị vua đã băng hà. Bởi vì praenomen chỉ được sử dụng khi một vị vua lên ngôi, và giả sử cả hai thực tế vẫn cùng sống vào thời điểm đó, nó chỉ ra rằng cả hai vị vua đã trị vì cùng một lúc. Tuy nhiên, nhiều khả năng chắc rằng Amenhotep I chỉ muốn liên kết bản thân ông với người cha thân yêu, người đã thống nhất Ai Cập.
Thứ hai, Amenhotep I dường như đã chuẩn bị gần xong cho một lễ hội sed, hoặc thậm chí bắt đầu kỷ niệm nó; nhưng vương triều Amenhotep I thường được coi là kéo dài 21 năm và một lễ hội sed truyền thống không thể được tổ chức sớm hơn năm cai trị thứ 30 của nhà vua. Đã có tranh cãi cho rằng ông ta đã lên kế hoạch để chào mừng lễ hội Sed của mình vào ngày ông ta lần đầu tiên lên ngôi thay vì ngày ông ta bắt đầu cai trị một mình nếu như Amenhotep I có một giai đoạn đồng trị vì với người cha của ông ta. Điều này sẽ giải thích rõ hơn về mức độ hoàn tất quá trình chuẩn bị lễ hội Sed của ông ta tại Karnak Có ví dụ về việc phá vỡ truyền thống này dưới thời Tân Vương Quốc, Hatshepsut đã tổ chức lễ hội Sed của bà vào năm cai trị thứ 16 và Akhenaten tổ chức một lễ hội Sed ở giai đoạn đầu năm cai trị thứ 17 năm của ông ta.
Thứ ba, vợ của Ahmose, Ahmose-Nefertari, cùng được gọi là "Chính cung của nhà vua" và "Mẹ của nhà vua" trên hai tấm bia đã được dựng tại các mỏ đá vôi tại Ma`sara vào năm thứ 22 của Ahmose.

## Tiểu sử
- "Amasis I". The Columbia Encyclopedia, Sixth Edition. 2008. Truy cập ngày 13 tháng 8 năm 2010.
- Clayton, Peter (2006). Chronicle of the pharaon s. Thames and Hudson Ltd. ISBN 0-500-28628-0.
- Dodson, Aidan (1990). "Crown Prince Djhutmose and the Royal Sons of the Eighteenth Dynasty". The Journal of Egyptian Archaeology. Quyển 76. University of Chicago Press. tr. 87–96. doi:10.2307/3822009. JSTOR 3822009.
- El-Aref, Nevine. "King of the Wild Frontier". Al-Ahram. Bản gốc lưu trữ ngày 31 tháng 7 năm 2010. Truy cập ngày 13 tháng 8 năm 2010.
- Gardiner, Alan (1964). Egypt of the pharaon s. Oxford University Press. ISBN 0-19-500267-9.
- Grimal, Nicolas (1988). A History of Ancient Egypt. Librairie Arthéme Fayard.
- Redford, Donald (1992). Egypt, Canaan, and Israel in Ancient Times. Princeton University Press. ISBN 0-691-00086-7.
- Redford, Donald (1967). History and Chronology of the 18th Dynasty of Egypt: Seven Studies. University of Toronto Press.
- Rice, Michael (2001). Who's Who in Ancient Egypt. Routledge. ISBN 978-0-415-15449-9.
- Shaw, Ian (2000). The Oxford history of ancient Egypt. Oxford University Press. ISBN 0-19-280458-8.
- Shaw, Ian; Nicholson, Paul (1995). The Dictionary of Ancient Egypt. Harry N. Abrams, Inc. ISBN 0-8109-9096-2.
- Wente, Edward F. (1975). "Thutmose III's Accession and the Beginning of the New Kingdom". Journal of Near Eastern Studies. Quyển 57 số 1. University of Chicago Press. tr. 265–272.
- Wiener, Malcolm H.; Allen, James P. (1998). "Separate Lives: The Ahmose Tempest Stela and the Thera Eruption". Journal of Near Eastern Studies. Quyển 57 số 1. University of Chicago Press. tr. 1–28. doi:10.1086/468596.